# Soisalo
Soisalo  je područje u središnjoj Finskoj, južno od Kuopija. Obično se smatra najvećim otokom Finske. Iako je riječ o kopnenom području okruženom vodom (jezera Kallavesi, Unnukka, Suvasvesi i Kermajärvi), budući da su jezera na mjestima uska više nalikuju rijekama, postoji argument da to nije pravi otok.

## Vanjske poveznice
|  | Zajednički poslužitelj ima još gradiva o temi Soisalo |